# Arbenz Motorwagenfabrik

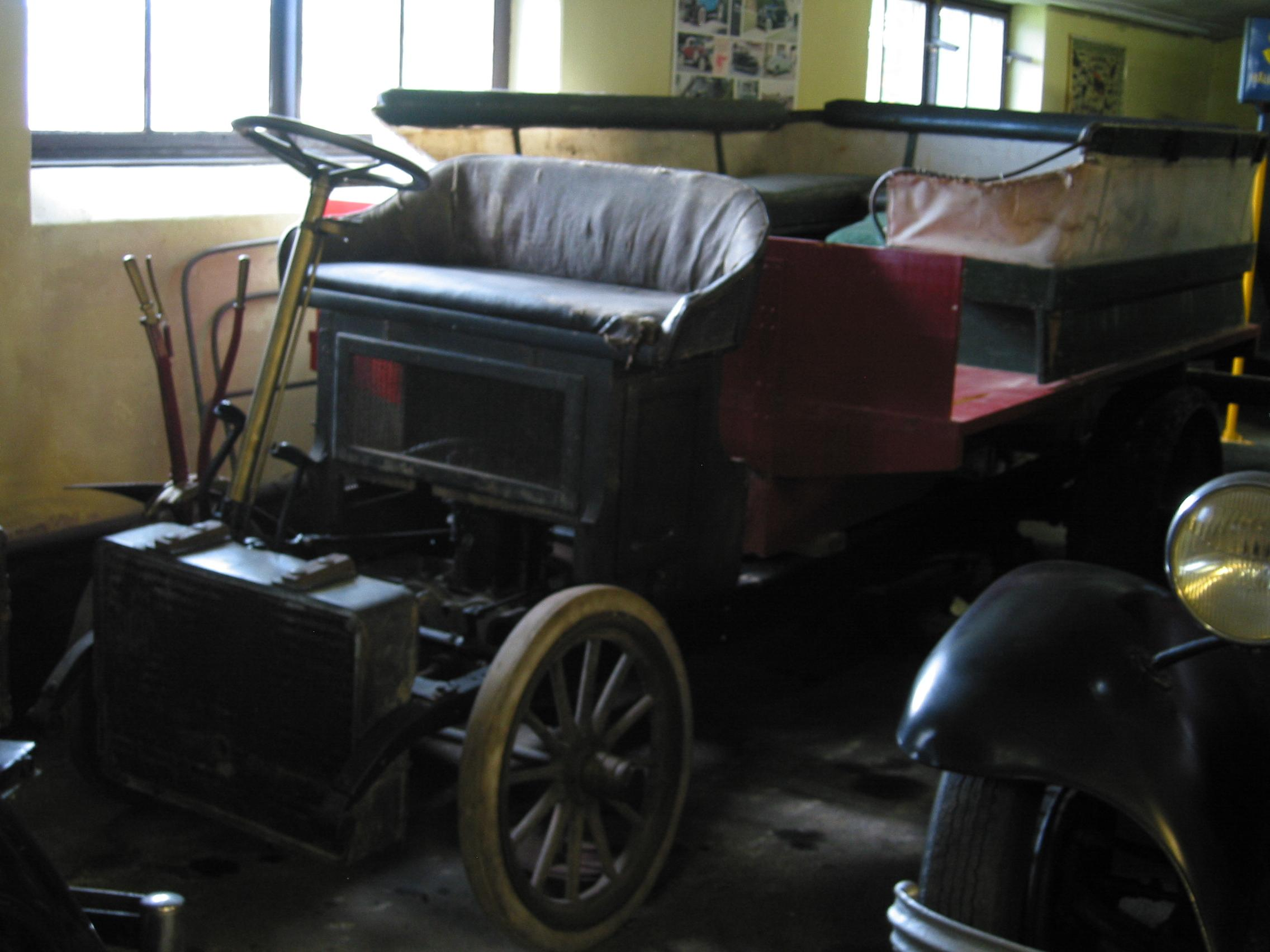
Arbenz von 1905

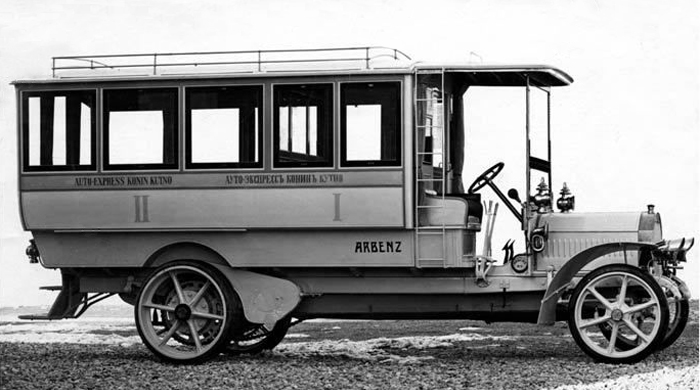
Bus von 1912

Arbenz Motorwagenfabrik war ein Schweizer Hersteller von Automobilen und Lastkraftwagen. 

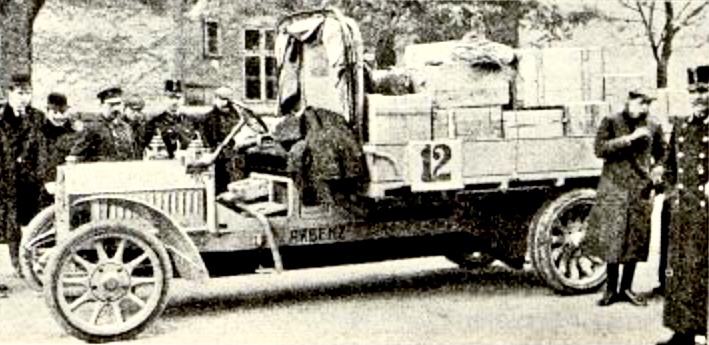
Arbenz 24/30 PS von 1909 mit 2,5 t Zuladung, zulässiges Gesamtgewicht 5068 kg

## Beschreibung
Das Unternehmen von Eugen Arbenz begann 1904 im heute zu Zürich gehörenden Albisrieden mit der Produktion von Automobilen und Lastkraftwagen. Ab 1905 wurden nur noch Lastkraftwagen hergestellt, unter anderem auch für die Schweizer Armee. Während des Ersten Weltkriegs war Arbenz mit weit über tausend Mitarbeitern der grösste Arbeitgeber in Albisrieden. 1906 und 1919 kam es zu Arbeiterstreiks, denen der Kanton Zürich mit einem Militäraufgebot begegnete. 1918 wurden 87 Fahrzeuge hergestellt.
Am 22. März 1922 ging das Unternehmen in Liquidation.
Edwin Oetiker übernahm am 10. April 1924 das Unternehmen. Die Fahrzeugproduktion der Oetiker & Co. Motorwagenfabrik, Zürich-Albisrieden wurde 1934 eingestellt, nach anderen Quellen erst 1936. Die Oetiker Motorbremsen AG stellte noch in den 1950er Jahren Motorbremsen her.
Ein Fahrzeug der Marke Arbenz ist im Visby Bilmuseum Skogsholm in Visby auf Gotland zu besichtigen.